# Xu Zhiyong
Xu Zhiyong (许志永S, Xǔ ZhìyǒngP; Contea di Minquan, 2 marzo 1973) è un attivista cinese per i diritti civili ed ex docente presso l'Università delle poste e delle telecomunicazioni di Pechino. È stato uno dei fondatori della ONG Open Constitution Initiative e un avvocato attivo per i diritti in Cina: ha condotto una campagna contro la corruzione  e ha aiutato i meno privilegiati. È il principale fondatore e icona del Movimento dei Nuovi Cittadini in Cina..
Nel gennaio 2014 è stato condannato a quattro anni di carcere per "aver radunato folla per turbare l'ordine pubblico". È stato nuovamente arrestato il 15 febbraio 2020 nella città meridionale di Guangzhou, dopo due mesi di latitanza, per la sua partecipazione a un incontro di attivisti per i diritti e avvocati a Xiamen nel dicembre 2019 in cui si discuteva della “transizione democratica in Cina”. È stato condannato per sovversione a 14 anni di carcere il 10 aprile 2023.

## Biografia
Xu è nato nella contea di Minquan, provincia di Henan nel 1973 e ha conseguito la laurea in giurisprudenza presso l'Università di Lanzhou nel 1994 e il dottorato in giurisprudenza presso l'Università di Pechino nel 2002.
Nel 2003 è stato eletto indipendente al Congresso popolare del distretto di Haidian. Ha vinto la rielezione nel 2006. Nelle elezioni del 2011, il nome di Xu è stato cancellato dalla lista dei candidati, ma ha comunque raccolto nel suo distretto più di 3.500 voti su 22.000 elettori.
Xu ha contribuito a fondare il gruppo di interesse pubblico Gongmeng, noto anche come Open Constitution Initiative. A differenza di altri attivisti per i diritti umani, Xu ha spinto con fermezza e attenzione le sue richieste di cambiamento politico e giustizia sociale nelle leggi esistenti, tanto è vero che il suo gruppo è stato considerato relativamente cauto e conservatore. In un'intervista prima di essere arrestato nel 2009 ha descritto così il suo sogno perla Cina:
In un'altra occasione, nel 2014, dopo essere stato processato, ha descritto l'obiettivo del "Movimento dei Nuovi Cittadini" con una dichiarazione che ha fatto il giro del mondo delle comunità dissidenti cinesi all'estero: 
Il 14 luglio 2009 la Open Constitution Initiative è stata multata di 1,46 milioni di RMB per "evasione fiscale" ed è stata chiusa dalle autorità dichiarandola "illegale". Il 29 luglio 2009 Xu è stato arrestato a casa sua e detenuto dalle autorità cinesi con l'accusa di evasione fiscale.  Allo stesso tempo anche il collega di Xu, Zhuang Lu, è stato arrestato dalle autorità.
Xu Zhiyong è stato rilasciato su cauzione il 23 agosto 2009. Il quotidiano australiano The Age ha riferito che il rilascio di Xu, Zhuang e di un altro dissidente cinese, Ilham Tohti, è stato in parte dovuto alle pressioni sull'amministrazione su Pechino da parte del presidente americano Barack Obama.